# Carex laggeri
Carex laggeri là một loài thực vật có hoa trong họ Cói. Loài này được Wimm. mô tả khoa học đầu tiên năm 1854.